# Фигурное катание на зимних Олимпийских играх 2014 — квалификация
Квалификация по фигурному катанию на зимних Олимпийских играх 2014 должна была выявить, сколько спортсменов и из каких стран смогут участвовать на соревнованиях.
Всего к соревнованиям допускалось 148 спортсменов: 74 мужчины и 74 женщины. Каждый НОК мог выставить не более 3 спортсменов или пар в отдельных соревнованиях. Учитывая, что в команде Великобритании мужчина не получил квоту в командных соревнованиях МОК и ИСУ допустила британского фигуриста к командным соревнованиям.  Таким образом всего в соревнованиях приняло участие 149 спортсменов.

## Квота по дисциплинам
| Дисциплина                | Количество спортсменов (пар) |
| ------------------------- | ---------------------------- |
| Мужское одиночное катание | 30                           |
| Женское одиночное катание | 30                           |
| Парное катание            | 20                           |
| Танцы на льду             | 24                           |

## Распределение по странам
Большинство мест были распределены согласно результатам чемпионата мира 2013 по следующей схеме:
| Число мест на Играх | Результат на чемпионате мира                          | Число спортсменов (пар), чьи результаты учитывались   |
| ------------------- | ----------------------------------------------------- | ----------------------------------------------------- |
| 3                   | сумма мест меньше или равна 13                        | 2                                                     |
| 3                   | 1-2                                                   | 1                                                     |
| 2                   | сумма мест от 14 до 28                                | 2                                                     |
| 2                   | 3-10                                                  | 1                                                     |
| 1                   | Все оставшиеся страны, для которых могло хватить мест | Все оставшиеся страны, для которых могло хватить мест |

При этом участники, которые отбирались в произвольную программу (произвольный танец), но заняли места ниже 16-го, получили 16 баллов, а не прошедшие в произвольную — 18 баллов (танцоры, не прошедшие в оригинальный танец, получили по 20 баллов).
Таким образом стала известна государственная принадлежность 48 спортсменов в индивидуальных разрядах (по 24 в каждом), 30 в парном (15 пар) и 38 (19 пар) в танцах на льду. Оставшиеся места распределились на турнире «Nebelhorn Trophy 2013», который прошёл с 26 по 28 сентября 2013 года. В борьбе за путевки учитывались только результаты спортсменов тех стран, фигуристы которых не смогли квалифицироваться на чемпионате мира 2013.

## Принимающая страна
Россия как страна, принимающая Игры, получила бы по одному месту в каждой дисциплине, если иным способом её спортсмены на Олимпиаду не отобрались бы. Однако, по результатам чемпионата мира 2013 года, фигуристы России квалифицировались для участия в Олимпиаде по всем пяти дисциплинам фигурного катания.

## Квалифицированные страны

### По чемпионату мира
| Мест | Мужчины                                                                       | Женщины                                                                     | Пары                                       | Танцы                                          |
| ---- | ----------------------------------------------------------------------------- | --------------------------------------------------------------------------- | ------------------------------------------ | ---------------------------------------------- |
| 3    | Канада · Япония                                                               | Республика Корея · Япония · США                                             | Россия · Канада                            | США · Канада · Россия                          |
| 2    | Казахстан · Испания · США · Франция · Чехия                                   | Италия · Китай · Канада · Россия                                            | Германия · Китай · Франция* · США · Италия | Италия · Франция · Германия                    |
| 1    | Германия · Китай · Узбекистан · Россия · Швеция · Бельгия · Австрия · Эстония | Франция · Швеция · Украина · Эстония · Словакия · Германия · Великобритания |                                            | Великобритания · Украина · Литва · Азербайджан |

- * — Франция отказалась от одного места на Олимпиаде в парном катании. Это вызвано тем, что во второй французской паре партнёрша не имеет французского гражданства, а третья пара страны не имеет права выступать из-за низких результатов. Это право перешло к спортсменам Японии.

### По Nebelhorn Trophy
| Мест | Мужчины                                                      | Женщины                                                    | Пары                                                              | Танцы                                         |
| ---- | ------------------------------------------------------------ | ---------------------------------------------------------- | ----------------------------------------------------------------- | --------------------------------------------- |
| 1    | Израиль · Румыния · Филиппины · Австралия · Украина · Италия | Австралия · Грузия · Норвегия · Австрия · Чехия · Бразилия | Великобритания · Украина · Эстония** · Израиль · Япония · Австрия | Китай · Турция · Австралия · Япония · Испания |

- ** — Эстония отказалась от единственного места на Олимпиаде в парном катании. Это вызвано тем, что в первой эстонской паре партнёр не имеет эстонского гражданства, а вторая пара страны не имеет права выступать из-за низких результатов. Это право перешло к спортсменам Австрии.

### Резервные фигуристы
Резервные фигуристы готовы были выступить на зимних Олимпийских играх если возникла невозможность выступить заявленных фигуристов, в случае если в этих странах отсутствовали запасные. Пара из Японии и Австрии получила право выступить на Олимпийских играх и перешли из резерва.
| Мест | Мужчины           | Женщины           | Пары            | Танцы             |
| ---- | ----------------- | ----------------- | --------------- | ----------------- |
| 1    | Польша · Бразилия | Литва · Финляндия | КНДР · Беларусь | Словакия · Польша |

### Командные соревнования
По результатам двух последних сезонов были определены 10 лучших команд которые были допущены к зимним Олимпийским играм.
| Место | Команда          | 2012—2013 | 2013—2014 | Общая сумма |
| ----- | ---------------- | --------- | --------- | ----------- |
| 1     | Канада           | 3826      | 2227      | 6053        |
| 2     | Россия           | 2911      | 2548      | 5459        |
| 3     | США              | 3142      | 2132      | 5274        |
| 4     | Япония           | 2009      | 2053      | 4062        |
| 5     | Италия           | 2475      | 1232      | 3707        |
| 6     | Франция          | 2218      | 1408      | 3626        |
| 7     | Китай            | 2062      | 1547      | 3609        |
| 8     | Германия         | 2143      | 1453      | 3596        |
| 9     | Республика Корея | 1424      | 528       | 1952        |
| 10    | Испания          | 1283      | 324       | 1607        |
| 11    | Казахстан        | 1080      | 517       | 1597        |
| 12    | Украина          | 991       | 537       | 1528        |
| 13    | Чехия            | 679       | 645       | 1324        |
| 14    | Великобритания   | 776       | 485       | 1261        |
| 15    | Австралия        | 650       | 284       | 934         |
| 16    | Швеция           | 505       | 426       | 931         |
| 17    | Узбекистан       | 572       | 191       | 763         |
| 18    | Беларусь         | 451       | 284       | 735         |
| 19    | Эстония          | 671       | 0         | 671         |
| 20    | Финляндия        | 357       | 241       | 598         |

|  | Команда, выступающая в Олимпийских играх в командных соревнованиях.                                                               |
|  | Команда, попавшая в резерв командных соревнований Олимпийских игр.                                                                |
|  | Команда, по причине не полной квалификации в личных видах, не смогла выставить сборную на командные соревнования Олимпийских игр. |